# Jozef Heriban (1925)
Jozef Heriban (7. května 1925, Šelpice – 16. dubna 2009, Řím, pohřben je na místním hřbitově v Šelpicích) byl slovenský salesiánský kněz, polyglot, biblista, náboženský spisovatel a misionář.

## Životopis
Jozef Heriban se narodil Ignácovi Heribanovi a Marii (roz. Bohovičové), kteří dali svým třem dětem křesťanskou výchovu. Po ukončení základní školy navštěvoval biskupské gymnázium v Trnavě. Matka mu zemřela, když mu bylo patnáct let. Při studiu navštěvoval salesiánský studentský domov, v roce 1943 vstoupil do salesiánského noviciátu v Hronském Svatém Beňadiku. Po složení prvních řeholních slibů v roce 1944 pokračoval ve studiích v Trnavě, kde si v letech 1947–1950 absolvoval povinnou pedagogickou praxi profesora cizích jazyků. Když ho v roce 1950 zastihla tzv. Akce K, zdálo se, že cesta k jeho povolání skončila. S malou skupinkou mladých salesiánů však překročil 1. září 1950 hranice Československa a dostal se do Turína, kde pokračoval ve studiích. Zde 1. listopadu téhož roku složil doživotní řeholní sliby. V letech 1951–1955 absolvoval teologické studia na Papežské salesiánské univerzitě v Turíně; v posledním roce dosáhl teologický licenciát (ThLic.) diplomovou prací z oblasti mariologie. Dne 1. července 1955 byl v turínské bazilice vysvěcen za kněze.
V r. 1955–1957 studoval na Papežském biblickém institutu v Římě, dosáhl licenciát z biblických věd. V říjnu 1957 se zúčastnil archeologické studijní výpravy v Kumránu a Jerichu. Po ukončení biblických studií byl v letech 1957–1967 profesorem biblických věd v Tokiu, zároveň zastával funkci spirituálem bohoslovců. Od roku 1965 do roku 1973 působil jako kaplan a spirituál při škole Institutu Dcer Marie Pomocnice Seibi Gakuen College v Akabane (Tokio), na pozvání jako docent novozákonní exegeze na teologické fakultě otců jezuitů na Sophia University (Joch Daigaku) v Tokiu, která je jednou z nejznámějších japonských nestátních univerzit uznaných státem. Přitom přednášel Písmo svaté na Shirayuri Women University.
Později působil jako ředitel salesiánské komunity při středním a vyšším gymnáziu Seiko Gakuin v Ósace, přitom byl správcem tamní farnosti, působil jako profesor na Shin'ai Women College v Ósace a Obayashi Seishin Gakuin v Takarazuka a přednášel biblické vědy na teologické fakultě Sapientia University (Eich Daigaku). V Japonsku a po návratu do Evropy publikoval řadu prací v japonštině pro vědeckou komunitu, pro mladé, publikoval v japonských časopisech, pro posluchače na univerzitách připravil různé didaktické pomůcky ke studiu Písma svatého. Kromě japonštiny ovládal dalších 10 jazyků.
V roce 1976 se vrátil do Itálie, začal publikovat v italštině a 15. listopadu 1980 obhájil disertační práci z biblické teologie; knižně vyšla v roce 1983. Přitom přednášel exegezi a novozákonní řečtinu. Také již v tomto období připravil první práce z biblických věd pro Slovensko. Jde především o Bibliografický příručku pro studium Písma svatého vydanou v roce 1986 v SÚSCM, v níž podává detailní přehled nejlepších světových biblických děl, dále průkopnické poznámky ke spisům Nového zákona z roku 1988, světově ceněné encyklopedické dílo v podobě Příruční lexikonu biblických věd z roku 1992. Spolupracoval na prvním jednosvazkovém vydání Písma svatého s přihlédnutím k Neovulgátě z roku 1995, ke kterému napsal všechny biblické úvody a přeložil knihy Tobiáš a Judit; všechny úvody vyšly v roku 1997 v knize Úvody do Starého i Nového zákona s výběrovou a tematicky seřazených bibliografií. Publikoval i semiotické články o japonském jazyce a mnohé jiné práce.
V roce 1989 byl v Dublinu zvolen členem mezinárodní organizace Studiorum Novi testamentu Societas, která sdružuje světové odborníky na Nový zákon. Jeho jméno se uvádí mezi nejvýznamnějšími veličinami v oblasti biblických věd a archeologie. Přednášel biblické vědy na několika univerzitách ve světě, kromě výše zmíněných to byly Filipíny a Německo. Účastnil se na několika světových kongresech biblistů (Izrael, Francie, Německo, Španělsko, Mexiko, Skotsko, Belgie) a organizoval a vedl několik vědeckých výprav do Svaté země. Napsal souhrnně přes 100 děl v různých jazycích (italština, francouzština, angličtina, němčina, japonština).

## Vědecký přínos
Díky jeho dílu v oblasti biblistiky se slovenská biblická věda dostala na mezinárodní úroveň. Príručný lexikón biblických vied je překládán ze slovenštiny do světových jazyků.

## Ocenění
- 30. července 1969 – udělení čestného občanství Rakouské republiky
- 1989 – řádný člen Studiorum Novi testamentu Societas, Dublin
- Řádný člen Associazione Biblica Italiana, Řím
- 24. května 1995 – zasloužilý docent Teologické fakulty Papežské salesiánské univerzity, Řím
- 2001 – Medaglia d'argento dell'Università
- 1. ledna 2005 – Pribinův kříž III. třídy za významné zásluhy o kulturně-duchovní rozvoj Slovenské republiky
- 12. prosince 2005 – Doctor honoris causa Trnavské univerzity v Trnavě
- 5. března 2006 – čestný občan města Trnava

## Výběr z publikační činnosti
- Osobnost svatého Pavla a jeho misionářská metoda. Fuky, 1963. (Článek v japonštině)
- Příprava na budoucnost: problémy mládí. Tokio, 1972. (Monografie v japonštině)
- Kdo je Ježíš z Nazareta? Seiki, 1973. (Článek v japonštině)
- Pavlovy listy; Katolické listy; Úvod do řečtiny Nového zákona; Novozákonní řečtina (skripta pro posluchače Papežské salesiánské univerzity v Římě, kde začal přednášet od roku 1979)
- Správně "smýšlení" a "kenóza". Exegetická studia k Flp 2,1-5.6-11. Řím, 1983. (Monografie v italštině)
- Hymnológia v apoštolských listech. 1987. (Skripta v italštině)
- Apoštol Pavel ve službě evangelia. Bratislava, 1995. Monografie.
- L'evangelizzare (Evangelizovat). Řím, 1996. Studia.
- První jednosvazkové katolické vydání Bible ve slovenštině: jeho zrod, koncepce a realizace. Trnava, 1996. Studia.
- Písmo svaté ve vydáních Slovenského ústavu sv. Cyrila a Metoděje v Římě. Turčiansky Svatý Martin, 1997.